# Ivan Mazepa
Ivan Stepanovych Mazepa, em ucraniano: Іван Степанович Мазепа, (Bila Tserkva, 20 de março de 1639 — Bender, 21 de setembro de 1709) foi hetman dos cossacos ucranianos da margem esquerda da Ucrânia, em 1687–1708. É também historicamente conhecido como Mazeppa.

## Juventude
Mazepa nasceu cerca de 1644 nas arredores da cidade de Bila Tserkva, na altura parte da Comunidade Polaco-Lituana, numa família nobre. Foi educado primeiramente na Academia Kyiv – Mohyla, depois no colégio de Jesuítas em Varsóvia. Desde 1659 ele serviu na corte do rei Jan II Casimir da Comunidade Polaco-Lituana.

## Líder dos Cossacos
Em 1669–1673, Mazepa serviu sob as ordens do Hetman Petro Doroshenko e em 1674–1681 sob ordens do Hetman Ivan Samoylovych. Rapidamente jovem Mazepa é promovido entre os cossacos ucranianos e nos anos 1682–1686, ele serve como General (Yesaul).

## Hetman
Em 1687, Ivan Mazepa acusa Samoylovych em conspiração contra a Rússia, assegura a sua promoção e é eleito como Hetman dos cossacos ucranianos da margem esquerda da Ucrânia, beneficiando do apoio do nobre russo Vasily Galitzin.
Gradualmente, Ivan Mazepa tornou-se um dos maiores proprietários rurais da Europa do seu tempo. Várias igrejas foram construídas na Ucrânia durante os anos do seu serviço. Ele também expandiu a Academia Kyiv – Mohyla, instituição do educação primária que abrigava cerca de 2000 estudantes.
Em 1702, os cossacos ucranianos da margem direita do rio Dnipro, sob a liderança do hetman Semen Paliy, começaram intentona contra a Polónia, entretanto rapidamente dominada. Intervindo com o aval do Tsar russo Pedro I, Ivan Mazepa consegui reocupar grande parte da margem direita da Ucrânia dos polacos, enquanto a Polónia estava enfraquecida com a incursão do rei Carlos XII da Suécia. Temendo a popularidade do Semen Paliy, Mazepa ajudou na sua extradição para a Sibéria.

### Mudança da atitude
Tsar russo Pedro I recusava fornecer qualquer força militar significante para defender a Ucrânia perante rei polaco Stanislaus Leszczynski, aliado do rei sueco Carlos XII, que ameaçava atacar o Hetmanato dos Cossacos em 1708. Ivan Mazepa considerou o tal comportamento como violação do Tratado de Pereyaslav, pois a Rússia recusava proteger a Ucrânia. Como o exército polaco e sueco avançava contra a Ucrânia, Ivan Mazepa aliou-se a estas forças no dia 28 de Outubro de 1708, tendo uma força de apenas 3.000 cossacos. Em retaliação o exército russo destruiu a capital cossaca, cidade de Baturyn, matando todos os seus defensores e toda a população da cidade. Na tentativa de amedrontar a população ucraniana leal ao hetman Ivan Mazepa, o exército russo crucificava os cossacos, atirava-os ao rio Dnipro, escoando seus corpos até o Mar Negro.
Os cossacos que não apoiaram o Ivan Mazepa elegeram novo hetman, Ivan Skoropadsky, em 11 de novembro de 1708. Mas os cossacos da Zaporizhska Sich, continuaram considerar Mazepa como seu único representante legal perante tsar russo. Em retaliação a essa posição Zaporizhska Sich foi destruída pelo exército russo em 1709. Mazepa retirou-se juntamente com Carlos XII da Suécia para o Império Otomano, nomeadamente à fortaleza de Bendery, onde Mazepa faleceu.

## Legado histórico

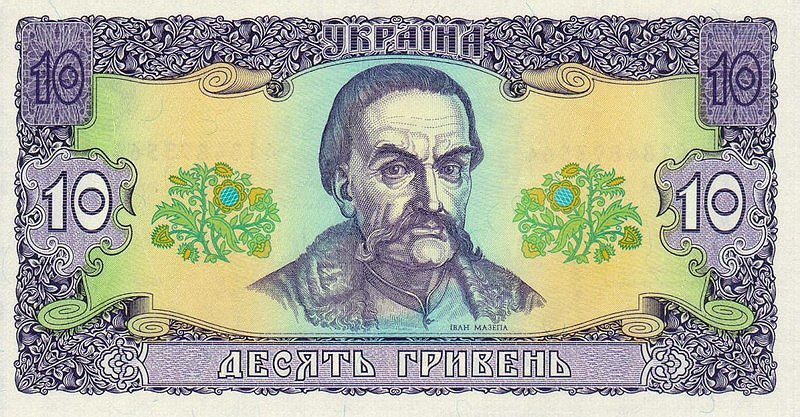
Velha nota bancária de 10 grívnias com o retrato do Ivan Mazepa.

A decisão de Mazepa de abandonar a aliança com o Império Russo foi considerado como traição pelo tsar russo e como a violação do Tratado de Pereyaslav. A imagem do Mazepa como “traidor da Pátria” persistiu na historiografia soviética. A Igreja Ortodoxa Russa excomungou o hetman Mazepa. Qualquer opinião positiva sobre Ivan Mazepa era considerada na União Soviética como “nacionalismo burguês ucraniano”. Apôs a Independência da Ucrânia em 1991, Mazepa foi proclamado como herói nacional da Ucrânia, por ser o primeiro hetman ucraniano que no período pós – Tratado de Pereyaslav ousou desafiar tsar russo, que nunca ratificou este tratado. O retrato do Ivan Mazepa está estampado nas notas de 10 grívnias, a moeda nacional ucraniana.

## Legado cultural
A vida do Ivan Mazepa inspirou várias obras literárias e musicais:

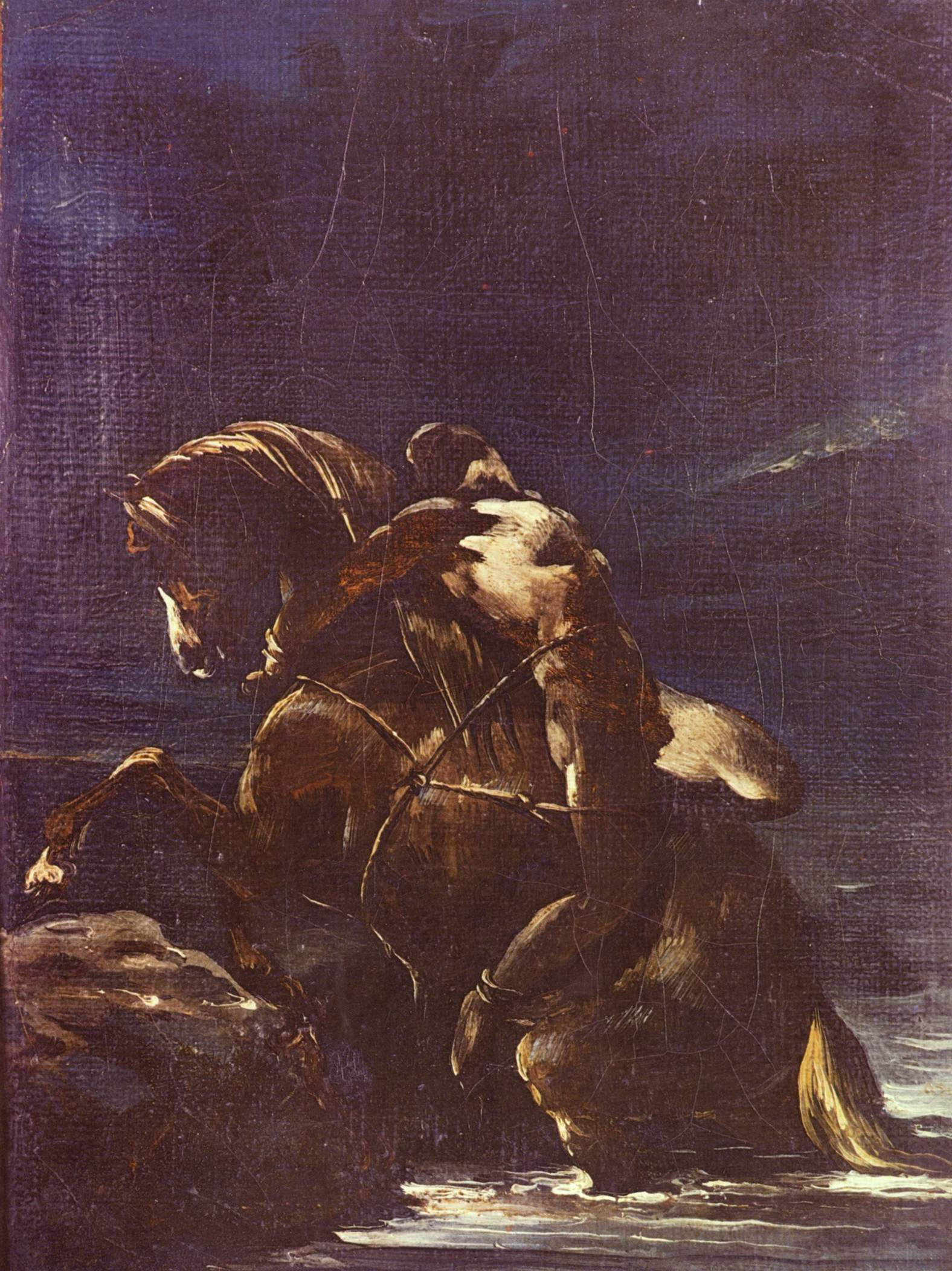
"Mazeppa" por Théodore Géricault; baseado no episódio romântico, mas não histórico do poema de Byron.

- Lord Byron - Mazeppa, poema (1818)
- Alexander Pushkin - Poltava, poema (1828–1829)
- Victor Hugo - Mazeppa, poema (1829)
- Juliusz Słowacki - Mazeppa, poema (1840)
- Ferenc Liszt - Mazeppa, poema sinfónico (1851); e também o Estudo transcendental n.º 4.
- Pyotr Tchaikovsky - Mazeppa, opera (1881–1883)
- Michael Balfe. "The Page". Cantata (1861). Tocada pela Universidade da Manitoba, Março de 2006.
- Taras Shevchenko
- Kondraty Ryleyev
- Um filme ucraniano livremente baseado nos factos históricos, chamado "Oração por Mazepa" foi apresentado recentemente.[1]

Em 2009 o Presidente da Ucrânia, Vitor Yushchenko, instituiu a Cruz de Ivan Mazepa como um prêmio por conquistas e serviços culturais.
Em 2020, o presidente Vladimir Zelenski deu à 54ª Brigada Mecanizada do Exército Ucraniano o título honorário de "Ivan Mazepa". Em 2022, Zelenski nomeou uma corveta da classe Ada da Marinha ucraniana em homenagem a Mazepa.